# Marian Šlingová-Fagan
Marian Šlingová-Fagan, rodným jménem Wilbraham, (5. března 1913, Gisborne, Nový Zéland – 22. června 2010, Londýn, Velká Británie) byla levicová aktivistka, překladatelka české literatury do angličtiny, autorka autobiografické knihy Truth Will Prevail pojednávající o jejím více než dvouletém věznění v Československu. Jejím prvním manželem byl Otto Šling, který byl v roce 1952 odsouzen k trestu smrti ve vykonstruovaném procesu s Rudolfem Slánským. Od roku 1968 žila ve Velké Británii.

## Mládí a seznámení s Otto Šlingem
Narodila ve městě Gisborne na severovýchodě Nového Zélandu britským rodičům. Když jí byl jeden rok, její otec zemřel a matka se s ní vrátila do Anglie. Vyrůstala v Oxfordu a po vzoru své matky, která se vzepřela tradicím, neboť se vdala proti vůli svých rodičů a odstěhovala s manželem na ovčí farmu na Novém Zélandu, vystoupila z anglikánské církve. V Oxfordu studovala botaniku na liberální koleji Oxfordské univerzity Sumerville College. Začala se zde zajímat o levicové myšlení, vstoupila do univerzitního labouristického klubu a později do Labouristické strany.
V roce 1931 se zúčastnila v Oxfordu hladového pochodu na protest proti dopadům velké hospodářské krize na pracující v Anglii. V roce 1934 navštívila Sovětský svaz a v Londýně se zapojila do mírového a protifašistického hnutí. V roce 1937 vstoupila do britské komunistické strany a pracovala v Londýně v organizaci britské mládeže, která pomáhala lidem prchajícím z Evropy před fašismem – Španělům, německým antifašistům, Rakušanům po anšlusu a po Mnichovského dohodě také československým uprchlíkům. Tak se v létě 1939 setkala s budoucím manželem Otto Šlingem, mladým komunistou z Československa, který působil v organizaci na pomoc československým uprchlíkům Czech Refugee Trust Fund a později stál v Londýně u vzniku levicové mládežnické organizace „Mladé Československo“.
V listopadu 1941 měli svatbu na úřadě londýnské části Hammersmith, po níž ztratila britské občanství. Exilová československá vláda jí místo něj udělila občanství v té době neexistujícího Československa. Začala pracovat v Czechoslovak British Friendship Clubu, který měl budovu v londýnské části Bayswater s českou restaurací a zasedacími místnostmi, v nichž se konaly přednášky, debaty či kulturní akce pro široký okruh lidí z Československa.
V srpnu 1943 se manželům Šlingovým narodil syn Jan a v dubnu 1945 druhý syn Karel. V té době byla Marian v Anglii bez manžela, protože ten odjel již na začátku ledna 1945 přes Teherán a Moskvu do Košic jako sekretář lékařské výpravy na pomoc osvobozeným územím Československa. Po osvobození se stal krajským tajemníkem KSČ v Brně, kam za ním na jaře 1946 přijela z Anglie manželka Marian s dětmi.
V roce 1948 mluvila natolik dobře česky, že začala pracovat pro místní organizaci KSČ.

## Zatčení a 28 měsíců ve vazbě
Svého manžela viděla naposledy 5. října 1950, když odešel do práce. Po jeho zatčení přišli tři příslušníci Státní bezpečnost ve dvě hodiny ráno 6. října 1950 zatknout i ji. Přikázali jí vzbudit a obléknout děti – sedmiletého Jana a pětiletého Karla, které odvedly dvě ženy neznámo kam. O svých synech neměla zprávu po celou dobu svého věznění v ruzyňské věznici, kde ji Státní bezpečnost držela dva roky a čtyři měsíce většinou v samovazbě, aniž by proti ní bylo vzneseno obvinění.
Vyšetřovatelé Státní bezpečnosti se ji snažili opakovanými mnohahodinovými výslechy donutit k tomu, aby svého manžela udala jako nepřítele komunistické strany, který vyvíjel špionážní činnost ve prospěch západních imperialistů. Otto Šling byl více než rok, až do zatčení generálního tajemníka ÚV KSČ Rudolfa Slánského, považován za hlavu protistátního spiknutí, a ji nutili k přiznání, že o této nepřátelské činnosti věděla.
„Fyzické násilí proti mně nepoužívali, ale formy duševního nátlaku byly nejrůznější. Nejvíce na mně působilo, že to opakovali pořád a pořád až k zešílení,“ uvedla v březnu 1968 v rozhovoru pro týdeník Student. Popsala v něm i způsob vedení vyšetřování v režii sovětských poradců, podle nichž byl důkazem sám vyšetřovanec a jeho „přiznání“: „Řekla jsem, že u nás byla ta a ta schůze, ale že nevím, co na ní bylo špatného, a oni mi pak do protokolu výpovědi napsali, že jsem věděla o špionážní schůzi.“
Nezlomili ji, ačkoli jí vyšetřovatelé StB při výsleších neustále opakovali, že jí byl její manžel nevěrný s Marií Švermovou, členkou předsednictva ÚV KSČ, která zodpovídala za činnost krajských tajemníků KSČ. Od manžela za celou dobu věznění dostala pouze jeden krátký vzkaz, ve kterém psal, že se již přiznal, že pracuje pro britskou tajnou službu a ať také řekne pravdu.
Na konci listopadu 1952 stanul Otto Šling před Státním soudem v procesu „s vedením protistátního spikleneckého centra v čele s Rudolfem Slánským“, v němž bylo čtrnáct významných funkcionářů KSČ obviněno z trestných činů velezrady, vyzvědačství, sabotáže a vojenské zrady.
Po vynesení rozsudku jí hlavní vyšetřovatel jejího manžela a velitel vyšetřovací skupiny StB „nepřátel ve straně“ Bohumil Doubek sdělil, že byl její manžel odsouzen k trestu smrti. Marian Šlingová se před jeho vykonáním odmítla s manželem setkat. „Dnes to lze těžko vysvětlit, ale tenkrát v tom ovzduší a rozpoložení, v němž jsem byla, jsem ani nemohla jinak,“ vysvětlila v rozhovoru pro týdeník Student.
Státní bezpečnost jí nepředala jeho dopisy na rozloučenou pro ni a pro syny. Její manžel byl popraven oběšením v pankrácké věznici 3. prosince 1952, aniž by tušil, že vězněna byla i jeho žena. Dopisy na rozloučenou rodina dostala až v roce 1963.

## Život po popravě manžela
Z vazby v ruzyňské věznici byla Marian Šlingová propuštěna až dva měsíce po smrti svého manžela 6. února 1953. Se svými syny se shledala po dvou letech a čtyřech měsících v autě Státní bezpečnosti, které je vezlo z Prahy na neznámé místo. Až tehdy se dozvěděla, že Státní bezpečnost umístila syny do dětského domova. Po celou dobu věznění žila v domnění, že jsou u sestry Otty Šlinga, která o jejich převzetí opakovaně a marně usilovala.
Státní bezpečnost Marian se syny vystěhovala do městečka Nový Hrádek ve východních Čechách nedaleko hranic s Polskem. Zde žili pod dohledem Státní bezpečnosti v jednopokojovém bytě se suchým záchodem na chodbě, bez koupelny, k dispozici měli pouze kohoutek se studenou vodou.
Marian Šlingová nastoupila jako dělnice do místní továrny na jízdní kola a rodinu živila ze skromného příjmu, neboť jí nebyl přiznán vdovský důchod. Starší syn Jan musel opakovat osmou třídu, protože ho žádný podnik nechtěl jako syna zrádce přijmout do pracovního poměru. V roce 1956 vypovídala před tzv. Barákovou komisí, která přezkoumávala pouze zákonnost vyšetřovacích postupů u vybraných soudních případů. Na základě závěrů této komise stanul v květnu 1957 před soudem vyšetřovatel jejího manžela Bohumil Doubek. Byl odsouzen k devítiletému trestu odnětí svobody, ale před Vánoci 1957 ho z vězení propustili.
V roce 1958 jí bylo vráceno členství v KSČ a dostala povolení přestěhovat se do Prahy, kde získala práci v nakladatelství Orbis. V roce 1963 dostala poštou oznámení o zrušení rozsudku nad Otto Šlingem, o němž rozhodla Kolderova rehabilitační komise. Nikdo se jí nikdy za justiční vraždu manžela neomluvil, ani za její nezákonné držení ve vazbě. Pouze jí předseda Ústřední kontrolní a revizní komise KSČ Pavel Hron osobně sdělil, že se v případě jejího manžela jednalo o rehabilitaci soudní, a nikoli stranickou.
V roce 1968 podporovala obrodný proces v Československu a začala psát knihu vzpomínek na svého manžela a své věznění. Před jejím dokončením vstoupila na území Československa vojska pěti zemí Varšavské smlouvy pod sovětským vedením. Kniha „Truth Will Prevail“ (Pravda zvítězí) vyšla později v roce 1968 v Londýně.
Na podzim 1968 odjela do Velké Británie, kde zůstala. Nadále se politicky angažovala, vystupovala veřejně s kritikou normalizačního režimu v Československu a překládala díla českých zakázaných autorů – Ludvíka Vaculíka, Oty Šika či Bohumila Hrabala.
V roce 1972 emigroval do Velké Británie její starší syn Jan a v roce 1984 i mladší Karel.
V roce 1976 se znovu provdala, jejím druhým manželem se stal Hymie Fagan (1903–2008).
V roce 2003 se ve věku 90 let účastnila v Londýně protestního pochodu proti invazi americké a britské armády do Iráku.
Zemřela v Londýně 22. června 2010 ve věku 97 let.